# Yann Choucq
Yann Choucq es un abogado francés, especializado en derechos de las minorías étnicas de Europa. Creó en 1968 el grupo político bretón de izquierdas Sav Breizh con Erwan Vallerie e Y. Jezequel. Fue uno de los fundadores del Skoazell Vreizh, (Socorro Bretón) con Javier Grall y Gwenc’hlan Le Scouëzec en los años 70. Estuvo entre los impulsores del comité de Nantes Collectif breton pour la démocratie et les droits de l'homme. También ha sido abogado de terroristas bretonistas (proceso del FLB, asunto de Plévin , ...), de los manifestantes de Plogoff, y terroristas de ETA.
- Datos: Q3571625